# Струмень
Стру́мень (пол. Strumień, нім. Schwarzwasser) — місто в південній Польщі, на річці Вісла.
Належить до Цешинського повіту Сілезького воєводства.

## Демографія
Демографічна структура станом на 31 березня 2011 року:
|          | Загалом | Допрацездатний вік | Працездатний вік | Постпрацездатний вік |
| -------- | ------- | ------------------ | ---------------- | -------------------- |
| Чоловіки | 1781    | 433                | 1221             | 127                  |
| Жінки    | 1776    | 351                | 1105             | 320                  |
| Разом    | 3557    | 784                | 2326             | 447                  |